# 蜀山窑群
31°16′13″N 119°51′30″E / 31.27035°N 119.85834°E
蜀山窑群遗址，位于中华人民共和国江苏省无锡市宜兴市丁蜀镇蜀山山麓，为明至清朝紫砂陶窑址，现为全国重点文物保护单位。

## 特点
遗址位于蜀山山麓范围内发现窑址15座，临蜀山古南街和蠡河。2005年至2006年，南京博物院和宜兴市文管会等单位联合对蜀山窑群进行了发掘。烧制时间跨度为清朝初期至民国，堆积层底层出土明朝紫砂陶片和崇祯瓷片。该窑多烧制紫砂陶和仿均窑瓷器，产品以紫砂壶、带釉陶罐为主。款识有堂斋、人名、店号、诗联、年号、花名和器名等，早期以刻款为主，晚期多见印章款。